# Крупа

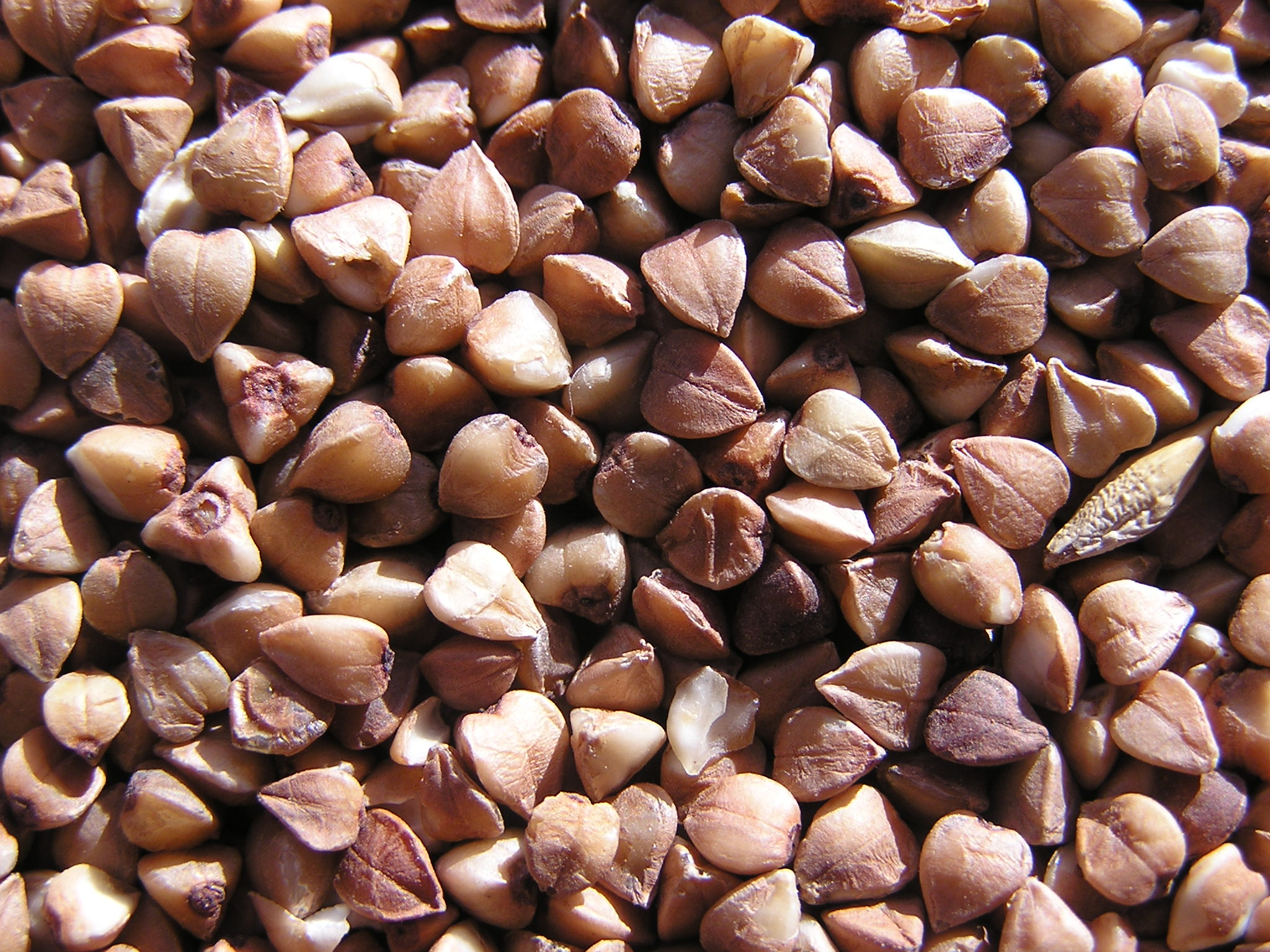
Гречневая крупа (обжаренная)

Крупа́ — пищевой продукт, состоящий из цельных или дроблёных зёрен различных культур.
Крупа вырабатывается преимущественно из крупяных (просо, гречиха, рис, кукуруза), прочих зерновых (ячмень, овёс, пшеница, дагусса, реже рожь) и бобовых (горох, чечевица, нут) культур. К крупе также относятся хлопья (овсяные, кукурузные), вспученные зёрна (рисовые, пшеничные), искусственное саго и другие.
Процесс выработки крупы заключается в удалении из зерна примесей, снятии твёрдых верхних оболочек и придании ядру соответствующих формы и вида.
Богаты сложными углеводами. Используются в приготовлении каш и супов.

## Виды
| Крупа                                                                                 | Крупяная культура                             |
| ------------------------------------------------------------------------------------- | --------------------------------------------- |
| Манная                                                                                | Мягкие и твёрдые сорта пшеницы                |
| Пшеничная шлифованная («Полтавская», «Артек»)                                         | Твёрдые сорта пшеницы                         |
| Булгур                                                                                | Твёрдые сорта пшеницы                         |
| Кускус                                                                                | Твёрдые сорта пшеницы                         |
| Полбяная                                                                              | Полбяная пшеница                              |
| Овсяная крупа дроблёная и недроблёная, плющеная, овсяные хлопья («Геркулес»), толокно | Овёс посевной                                 |
| Гречневая: ядрица пропаренная и непропаренная, продел, смоленская крупа               | Гречиха посевная                              |
| Рис шлифованный, полированный, дроблёный                                              | Рис посевной                                  |
| Ячменная (перловая, ячневая)                                                          | Ячмень посевной                               |
| Пшено шлифованное                                                                     | Просо посевное                                |
| Крупа кукурузная шлифованная                                                          | Кукуруза                                      |
| Горох лущёный, полированный (цельный и колотый)                                       | Горох посевной                                |
| Амарантовая                                                                           | Амарант                                       |
| Саго                                                                                  | Саговая пальма настоящая, Саговник поникающий |